# Наместово (округа)
Окрес Наместово (словац. okres Námestovo) — округ (окрес) в складі Жилінського краю, північно-центральна Словаччина. Адміністративний центр — містечко Наместово. Загалом входить до історичної області «жупан Орава» й знаходиться на півночі краю та Словаччини, в пониззі річки Орава та гірських відрогах Західних Карпат.

## Розташування
Окрес Наместово є крайньою північною територією Жилінського краю та межує на півночі з Польщею. Займає переважно передгірські території, загалом становить 691 км² з населенням близько 60 000 мешканців. Центральною віссю округи є низовина річки Орава, яка зі всіх сторін обмежена гірськими відрогами хребтів — Оравської Магури (Oravská Magura), Низькі Татри (Nízke Tatry) та Західні Татри (Západné Tatry).

## Населення
| Рік:            | 1994.  | 2004.   | 2014.   | 2024.   |
| --------------- | ------ | ------- | ------- | ------- |
| Кількість осіб: | 52 553 | 57 428  | 60 954  | 64 651  |
| Різниця:        |        | +9,27 % | +6,13 % | +6,06 % |

| Рік:            | 2023.  | 2024.   |
| --------------- | ------ | ------- |
| Кількість осіб: | 64 385 | 64 651  |
| Різниця:        |        | +0,41 % |

## Адміністративний поділ
Адміністративна одиниця — окрес Наместово — вперше була сформована в 1918 року, ще за мадярських часів. З середини 20 століття він вже сформувався остаточно, до нього входять 23 села (обец) та сам центр округи містечко Наместово.
Перелік обец, що входять до окреси Наместово та їх орієнтовне розташування — супутникові знимки:
| - Бабін (Babín) - Бенядово (Beňadovo) - Бобров (Bobrov) - Бреза (Breza) - Васільов (Vasiľov) - Вавречка (Vavrečka) - Груштін (Hruštín) - Закаменне (Zákamenné) - Зуброглава (Zubrohlava) - Клін (Klin) - Крушетніца (Krušetnica) - Локца (Lokca) | - Ломна (Lomná) - Мутне (Mútne) - Новоть (Novoť) - Оравске Веселе (Oravské Veselé) - Оравска Ясеніца (Oravská Jasenica) - Оравска Лесна (Oravská Lesná) - Оравска Полгора (Oravská Polhora) - Рабча (Rabča) - Рабчиці (Rabčice) - Сігелне (Sihelné) - Тапешово (Ťapešovo) |